# تپه گودرز
تپه گودرز مربوط به دوره اشکانیان است و در شهرستان ملکان، بخش لیلان، روستای لیلان جنوبی واقع شده و این اثر در تاریخ ۲۴ اسفند ۱۳۸۳ با شمارهٔ ثبت ۱۱۶۷۸ به‌عنوان یکی از آثار ملی ایران به ثبت رسیده است.